# ناثانيل شيرمان
ناثانيل شيرمان (بالإنجليزية: Nathaniel Sherman)‏ هو منافس ألعاب قوى أمريكي، ولد في 7 فبراير 1888، وتوفي في 1954.

## وصلات خارجية
- ناثانيل شيرمان على موقع أوليمبيديا (الإنجليزية)